# بهرنگ
بهرنگ از نام‌های ایرانی ویژه مردان است. برخی افراد با نام بهرنگ عبارتند از:
- بهرنگ توفیقی کارگردان مجموعه‌های تلویزیونی اهل ایران
- بهرنگ علوی بازیگر سینما و تلویزیون
- بهرنگ صفری ورزشکار ایرانی‌الاصل مقیم سوئد